# Gametoides sanguinolenta
Gametoides sanguinolenta är en skalbaggsart som beskrevs av Olivier 1789. Gametoides sanguinolenta ingår i släktet Gametoides och familjen Cetoniidae. Utöver nominatformen finns också underarten G. s. abessynica.